# Verena d'Asburgo-Laufenburg
Verena d'Asburgo-Laufenburg (fl. XIV secolo) è stata una nobildonna tedesca.

## Biografia
Era figlia di Giovanni II d'Asburgo-Laufenburg, langravio Circondario della Bassa Algovia e di Verena di Neuchâtel-Blamont.
Sposò il 9 febbraio 1354 Filippino Gonzaga, figlio di Luigi I Gonzaga, signore di Mantova, ma non ebbero figli. Iniziava per i Gonzaga l'imparentamento con gli ambienti imperiali, coltivato dal 1347. 
Verena sposò in seconde nozze Burkhard XI Hohenberg (linea di Nagold-Wildberg), figlio di Ottone II (†1379/85), conte di Nagold. Ebbero due figli: Rodolfo VI (?-1409/1422) e Anna (?-1421).